# Hans Geiger
Johannes (Hans) Wilhelm Geiger (ur. 30 września 1882 w Neustadt an der Weinstraße, zm. 24 września 1945 w Poczdamie) – niemiecki fizyk. Stał się znany dzięki opracowanemu wraz z innym niemieckim fizykiem, Walterem Müllerem, licznikowi Geigera.

## Życiorys
Geiger rozpoczął studia matematyczno-fizyczne w 1902 w Erlangen, gdzie uzyskał dyplom w 1906. W 1907 przeniósł się do Manchesteru do Instytutu kierowanego przez Ernesta Rutheforda. Pod jego kierunkiem pracował m.in. z Ernestem Marsdenem, prowadząc badania nad rozpraszaniem cząstek alfa przez złotą folię i wykazując w tym doświadczeniu, że atomy posiadają małe, ciężkie, dodatnio naładowane jądra. To między innymi na podstawie prac Geigera i Marsdena Rutheford podał w 1911 swoją teorię budowy atomu. W Instytucie Rutheforda Geiger pracował też nad zagadnieniami związanymi z radioaktywnością, wykazując statystyczny charakter tego zjawiska. W 1912 Geiger przeniósł się wraz z Jamesem Chadwickiem do Państwowego Instytutu Fizyczno-Technicznego (Physikalisch-Technische Reichsanstalt) w Berlinie-Charlottenburgu. Tam, wraz z Waltherem Bothe, zademonstrował m.in. spełnienie prawa zachowania masy i energii w zjawiskach atomowych, pracował też z nim nad „metodą koincydencji” oraz efektem Comptona. W 1925 przeniósł się do Kilonii, gdzie otrzymał stanowisko profesora.
W Kilonii, wraz ze swoim pierwszym doktorantem Walterem Müllerem, opracował w 1928 licznik promieniowania, zwany licznikiem Geigera lub Geigera-Müllera.
W 1929 przeniósł się do Tybingi, a później 1936 mianowano go dyrektorem Instytutu Fizycznego Wyższej Szkoły Technicznej, obecnie Uniwersytetu Technicznego w Berlinie. W placówce tej pracował aż do 1945.
Wraz z Johnem Mitchellem Nuttallem odkrył prawo Geigera-Nuttalla. W czasie II wojny światowej był członkiem Uranverein (stowarzyszenia uranowego), pracującego nad stworzeniem niemieckiej bomby atomowej. Prace tego zespołu nie zakończyły się powodzeniem. Według źródeł amerykańskich Geiger był jednak całkowicie lojalny wobec partii nazistowskiej – NSDAP, wydając nazistom swoich żydowskich współpracowników.